# Hans Stelius
Hans Gustaf Vilhelm Stelius, född 29 mars 1918 i Gustav Vasa församling, Stockholm, död 21 augusti 1996, var en svensk ishockey- och fotbollsspelare. 

## Biografi
Stelius spelade för Djurgården Hockey under fem säsonger 1947–1952. Han ingick i Djurgårdens lag som vann SM-guld 1950, och blev målskytt i finalen där Mora besegrades med 7–2.  
Stelius representerade även Djurgårdens IF Fotboll i Allsvenskan. Han blev klubbens bästa målskytt säsongerna 1941/1942, 1942/1943, 1945/1946 och 1947/1948. Han är på delad 12:e plats, tillsammans med Daniel Sjölund, i Djurgårdens bästa allsvenska målskyttar genom tiderna med totalt 27 mål. 